# 特雷梅奥克
特雷梅奥克（法語：Tréméoc，法語發音：[tʁemeɔk]）是法国菲尼斯泰尔省的一个市镇，位于该省南部，属于坎佩尔区。

## 地理
特雷梅奥克（47°54'19"N, 4°12'43"W）面积11.66 平方千米，位于法国布列塔尼大區菲尼斯泰尔省，该省份为法国最西部的省份，位于布列塔尼半岛西部，北西南三面环大西洋，东临阿摩尔滨海省和莫尔比昂省。
与特雷梅奥克接壤的市镇（或旧市镇、城区）包括：孔布里特、普洛内乌尔-朗韦恩、普吕居方、蓬拉贝。

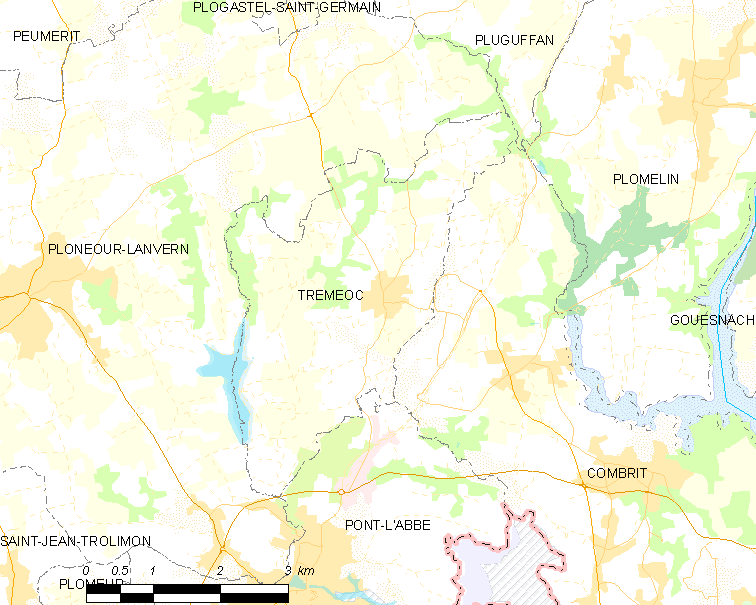
特雷梅奥克的OSM定位图

特雷梅奥克的时区为UTC+01:00、UTC+02:00（夏令时）。

## 行政
特雷梅奥克的邮政编码为29120，INSEE市镇编码为29296。

## 政治
特雷梅奥克所属的省级选区为普洛内乌尔-朗韦恩县。

## 人口

1962-2008年间特雷梅奥克人口变化图示

特雷梅奥克于2022年1月1日时的人口数量为1506人。